# Kate Grigorieva
Kate Grigorieva, właściwie Jekatierina Siergiejewna Grigorjewa (ros. Екатерина Сергеевна Григорьева; 15 września 1989 w Oleniegorsku) – rosyjska modelka, były aniołek Victoria’s Secret (2015-2016).

## Życiorys

### Wczesne lata
Jekaterina Grigoriewa urodziła się w 1989 roku w Oleniegorsku, leżącym w obwodzie murmańskim na terenach ZSRR. Urodziła się w rodzinie militarnej. Studiowała marketing na Uniwersytecie Technicznym w Murmańsku. 

### Kariera
W 2010 roku brała udział w przesłuchaniach do wyborów Miss Rosji, jednak nie zakwalifikowała się do głównego konkursu. Dwa lata później ponownie startowała w castingach i dostała się do pierwszej dziesiątki konkursu. W tym samym roku, razem z siostrą Walentyną, brała udział w przesłuchaniach do czwartej edycji programu Top Model po-russki, będącego rosyjską wersją formatu America’s Next Top Model. Obie przeszły do kolejnej rundy, potem zamieszkały w „domu modelek” i dostały się do finału; Grigorjewa zajęła drugie miejsce, a jej siostra – trzecie. 
Po udziale w Top Model po-russki Jekatierina Grigorjewa podpisała kontrakt z agencją modelek ZMGROUP, modelką zainteresowała się też agencja The Lions. Podpisanie kontraktu z agencją zapewniło modelce udział w pokazie mody w ramach Tygodnia Mody w Nowym Jorku w 2014 roku; Grigorjewa poszła w wybiegu u projektantów, takich jak m.in. Óscar de la Renta, Tory Burch i Ralph Lauren. W tym samym roku została uznana „jedną z najlepszych debiutantek sezonu jesień/zima 2014” według redakcji serwisu internetowego models.com. Od tamtej pory współpracowała z markami, takimi jak m.in. Givenchy, Versace, Gucci, Dolce & Gabbana, Nina Ricci, Alexander McQueen, Balmain, Emanuel Ungaro i Moschino. W 2015 roku otworzyła pokaz kolekcji wiosna/lato marek Dsquared2 i Stella McCartney. Poza tym wzięła udział w kampaniach reklamowych dla firm, takich jak m.in. H&M, Moncler Gamme Rouge i Versace.
W latach 2014–2016 Grigorjewa współpracowała z Victoria’s Secret. W grudniu 2014 roku zadebiutowała na Victoria’s Secret Fashion Show. W kwietniu 2015 roku została ogłoszona jednym z „Aniołków Victoria’s Secret”. W lipcu pojawiła się w reklamie telewizyjnej marki. W październiku modelka została uznana przez magazyn Cosmopolitan jedną z uczestniczek formatu Top Model, która osiągnęła największy sukces w branży modowej.

### Życie prywatne
9 sierpnia 2015 roku w Petersburgu Grigorjewa wzięła ślub ze swoim partnerem, Aleksandrem. W 2016 roku para ogłosiła rozwód. Obecnie jest w związku z piłkarzem, Antonem Szuninem, z którym wzięła ślub 3 lipca 2018.

## Sesje zdjęciowe
- Numéro (listopad 2014)
- Vogue Russia (listopad 2014)[14]
- Allure Russia (kwiecień 2016)[15]
- Cover (czerwiec 2016)[16]